# 케이블

동축 케이블.

트위스티드 페어 케이블.

케이블(Cable, 문화어: 까벨)은 일반적으로 보호 외피나 외장 안에 두 개 이상의 전선이나, 광섬유로 묶여 있는 것을 일컫는다. 외피 안의 각 선이나 섬유는 덮여 있거나 절연되어 있다. 전선과 섬유를 둘 다 포함하고 있는 케이블도 있다. 전선은 뛰어난 도전율 때문에 보통 구리로 되어 있지만, 값을 줄이기 위해 알루미늄이 가끔 사용된다.
또한 전선은 전기저항이 적고 견인 강도가 필요하다. 그래서 굵기 5mm 정도의 구리선을 몇 줄 내지 몇십 줄을 한데 꼬은 '동연선(銅撚線)'이나, 중심부에 강철선을 꼬아넣고 둘레에는 알루미늄선을 쓴 강심(鋼心)알루미늄선을 사용하는 경우가 많다. 27.5만V의 초고압 송전선에서는 이 같은 도체를 다시 몇 가닥 다발로 만든 복도체방식(複導體方式)이 취해진다. 이는 1줄만으로는 송전할 수 있는 전력이 적을 뿐 아니라, 전선 표면에서부터 공중으로 코로나 방전이 생겨 송전의 손실이 많아지고 그 방전에 따르는 잡음이 송전선 근처의 라디오에 잡음이 들리게 하므로, 이를 방지하기 위해서이다.

## 가공송전선과 지중송전선
보통 볼 수 있는 가공송전선은 고압이 흐르는 전선을 공기 가운데에 늘어뜨려서 공기의 절연성을 이용하고 있다. 매우 간단하고 합리적이지만, 큰 구조물이 되게 마련이므로 가옥이 밀집한 도시 내에서는 부적합하다. 그래서 전선 둘레를 절연지(絶緣紙)로 몇 겹이나 감고 기름을 먹여서 절연성을 충분히 지니게 하고 이를 땅에 묻는 지중송전선이 쓰인다. 지중송전선의 송전전압은 종래는 2만 ~ 15만V였으나, 최근엔 초고압인 27.5만V로 교외와 도심을 직접 연결하는 초고압 지중송전선을 건설하고 있는 나라가 많다.

## 역사
19세기에서 20세기 초에 케이블은 천, 종이, 고무로 덮었다. 오늘날에는 신뢰도가 높은 전력선을 제외하고는 플라스틱 물질이 흔히 쓰인다. 오늘날 전자통신 케이블에 쓰이는 플라스틱 절연체에는 네 가지가 있다.: 솔리드(solid), 셀룰러(cellular), 폼 스킨(foam skin), 스킨 폼 스킨(skin-foam-skin).

## 케이블의 종류
케이블의 예로 다음과 같다.
- 와이어 케이블
- 전송 케이블
- 동축 케이블
- 멀티코어 케이블
- 광케이블
- 리본 케이블
- 연선
- 해저 케이블
- 승강기 케이블
- Twinax 케이블[1]

## 같이 보기
- 연 (단위)
- 케이블 모뎀
- 유해물질 제한지침